# Ризома
Ризома (фр. rhizome — «кореневище») — один з найважливіших і найвідоміших концептів у філософії Жиля Делеза. Розроблений головним чином у творах, написаних у співавторстві з психологом і психіатром Феліксом Гваттарі та покликаний слугувати основою і формою реалізації «номадологічного проєкту» цих авторів. Ризома протиставляється незмінним лінійним структурам (як буття, так і мислення), які, на їхню думку, є типовими для класичної європейської культури.
Концепт був уперше описаний у книзі «Ризома», що з'явилася у 1976 році. Цей текст у 1980 році був передрукований у дещо зміненій формі у другому томі твору «Тисяча Плато: Капіталізм і шизофренія» (1980) як вступ. Концепт, у баченні авторів, покликаний мовити про подію, а не про сутність. Подією можна назвати зв'язок між тілами, те, що перебуває всередині того, що відбувається, себто чисте вираження, а також те, що має бути зрозумілим, на що спрямована воля і що представлене в наявному. Ризома — утворення динамічне, всередині неї швидкості постійно то зростають, то зменшуються, сингулярності скупчуються, актуалізуються, детериторизуються. Ризома, на думку авторів, не має меж, усе, що у ній відбувається, стається всередині.

## Принципи
Делез та Гваттарі розпочинають «Тисяча плато», окреслюючи поняття ризоми наступним чином (цитується з «Тисяча плато»):
- 1 та 2. Принципи зв'язку та неоднорідності: «… будь-яка точка ризоми може бути з'єднана з будь-якою іншою, та має бути»;
- 3. Принцип множинності: лише коли множинне дійсно трактується як субстантив, «множинність», воно перестає мати будь-яке відношення до Єдиного;
- 4. Принцип незначущих розривів: ризома може бути зламана, але вона запуститься знову на одній зі своїх старих ліній або на нових;
- 5. Принцип картографії та декалькоманії: ризома не піддається жодній структурній чи генеративній моделі; це «карта, а не калька».